# Chachahuatlán
Chachahuatlán är en ort i Mexiko.   Den ligger i kommunen Tuxcacuesco och delstaten Jalisco, i den södra delen av landet, 500 km väster om huvudstaden Mexico City. Chachahuatlán ligger 714 meter över havet och antalet invånare är 325.
Terrängen runt Chachahuatlán är varierad. Runt Chachahuatlán är det glesbefolkat, med 16 invånare per kvadratkilometer. Närmaste större samhälle är San Gabriel, 14,8 km norr om Chachahuatlán. I omgivningarna runt Chachahuatlán växer huvudsakligen savannskog.